# Hans Leistikow (General)
Hans Leistikow  (* 29. August 1895 in Metz; † 29. März 1967 in Krautheim) war ein deutscher Generalmajor im Zweiten Weltkrieg.

## Leben
Leistikow war seit 17. Februar 1914 Leutnant im Infanterie-Regiment „Lübeck“ (3. Hanseatisches) Nr. 162 und nahm mit dem Regiment am Ersten Weltkrieg teil, den er als Oberleutnant beendete. Für seine Leistungen wurde er neben beiden Klassen des Eisernen Kreuzes auch mit dem Ritterkreuz des Königlichen Hausordens von Hohenzollern mit Schwertern, dem Hanseatenkreuz Hamburg sowie dem Verwundetenabzeichen in Schwarz ausgezeichnet.
Er wurde in die Reichswehr übernommen und war hier 1924 in der 13. (MW)-Kompanie des 16. Infanterie-Regiments tätig.
Am Vorabend des Zweiten Weltkrieges war Leistikow Major und nahm am Frankreichfeldzug teil. Nach verschiedenen Stationen wurde er am 20. Juni 1944 zum Feldkommandeur in Laval (Feldkommandantur 582) ernannt. Während sich die deutschen Truppen in Europa zurückzogen, wurde Leistikow am 1. Oktober 1944 zum Generalmajor befördert.